# Angulaphthona
Angulaphthona is een geslacht van kevers uit de familie bladkevers (Chrysomelidae).
De wetenschappelijke naam van het geslacht werd in 1960 gepubliceerd door Bechyne.

## Soorten
- Angulaphthona schereri Gruev, 1981